# Plexiglas
Plexiglas ist ein Markenname für Acrylglas (chemisch Polymethylmethacrylat, kurz: PMMA). Inhaber der Marke auf dem europäischen, asiatischen, afrikanischen und australischen Kontinent ist die Röhm GmbH, auf dem amerikanischen Kontinent die Arkema S. A.

Aktuelles Logo der eingetragenen Wort-Bild-Marke

## Geschichte
Der Chemiker Otto Röhm forschte an besonderen Kunststoffen mit dem Ziel, eine Art „Acrylkautschuk“ zu finden. Den Grundstock dafür hatte er bereits 1901 mit seiner Dissertation Polymerisationsprodukte der Acrylsäure gelegt. Aber zunächst stieg er mit der Gründung der Firma Röhm & Haas zusammen mit seinem Partner Otto Haas 1907 in das Geschäft mit enzymatischen Produkten für die Lederindustrie ein. Als die daraus erwachsene Produktion gewinnbringend arbeitete, wandte sich Röhm ab 1911 wieder der Acrylforschung zu. Sein ursprüngliches Ziel, künstlichen Kautschuk aus den zählastigen Polyacrylatverbindungen herzustellen, gelang ihm zwar nicht, aber mit der Herstellung von mehrschichtigem Sicherheitsglas begann 1928 der Einstieg in das Acrylatgeschäft. Nach den Erfolgen im Bereich der Acrylate wandte er sich Ende der 1920er Jahre den Methacrylaten zu. Hier gelang ihm und seinem Forscherteam der entscheidende Durchbruch. Der Zufall kam ihnen dabei zu Hilfe: Eine Probe des monomeren Methylmethacrylats war in einer Flasche am Fenster aufbewahrt worden. Als Tageslicht darauf fiel, löste es eine Polymerisationsreaktion aus. Sie zerstörte die Flasche, hinterließ aber einen Block aus Polymethylmethacrylat. In weiteren Versuchen gelang es, das Rohmaterial kontrolliert zwischen herkömmlichen Glasscheiben zu polymerisieren und dünne Acrylglasscheiben zu erhalten.
Das neue Material erhielt den Namen „Plexiglas“ und wurde 1933 als Marke angemeldet. Die Eintragung des Warenzeichens erfolgte am 4. Dezember desselben Jahres unter der Warenzeichennummer 461639.
1936 übernahm das Partnerunternehmen Rohm & Haas Company, das im Jahre 1909 als Filiale in Philadelphia durch Otto Haas gegründet worden war, das Knowhow zur Herstellung von Acrylglas und erhielt in der Folge die Eintragung der Marke Plexiglas, die nur für Amerika galt.
Im Jahr 1970 verkaufte die Familie Haas ihre Firmenanteile an die Röhm & Haas GmbH, die im Gegenzug die Rechte am Namen Rohm and Haas an das Unternehmen in Philadelphia übertrug und sich verpflichtete, den Namensbestandteil „& Haas“ nicht mehr zu benutzen. Zum 1. Januar 1971 firmierte das Darmstädter Unternehmen als Röhm GmbH. Die erworbenen Firmenanteile der Familie Haas veräußerten die Darmstädter kurz darauf an die BASF AG weiter.
1976 gründete die Röhm GmbH mit einem amerikanischen Partner das gemeinsame Tochterunternehmen CYRO Industries Inc. zur Herstellung und dem Vertrieb von Acrylglas unter dem Markennamen ACRYLITE.
1989 wurde die Röhm GmbH an die Hüls AG in Marl verkauft, die neun Jahre vorher bereits die Anteile der BASF AG an Röhm erworben hatte. Die Hüls AG ging später im Konzern der neuen Degussa AG auf. Hier bildeten die Produkte der Marke Plexiglas von Röhm eine eigene Business Unit.
Währenddessen gründeten im Jahr 1992 die Rohm & Haas, Philadelphia und die europäische Chemie-Gruppe Elf Atochem ein Acrylglas-Joint Venture mit dem Namen AtoHaas Americas Inc. Sechs Jahre später übernahm die Elf Atochem die Joint-Venture-Anteile von Rohm & Haas vollständig. Kurz darauf fusionierten AtoHaas Americas Inc. und Elf Atochem North Inc. zu Atoglas. 2003 bereinigte das Unternehmen seine Acrylglas-Marken: Neben Acrylglas der Marke Plexiglas in Nord- & Südamerika verkaufte es seine Acrylglas-Produkte unter der Marke Altuglas in anderen Marktregionen.
2006 wurde die Degussa AG durch den Essener Konzern RAG übernommen und ein Teil der 2007 gegründeten Evonik Industries AG. Die Geschäfte der damaligen Degussa gingen auf das neue Unternehmen Evonik über.
Durch den Verkauf des Methacrylat-Verbunds von Evonik im März 2019 ging die Plexiglas-Sparte an die neufirmierte Röhm GmbH. Diese vertreibt seither PMMA-Produkte unter der Marke Plexiglas in Europa, Asien, Ozeanien/Australien und Afrika. Auf dem amerikanischen Kontinent werden die Produkte unter der Marke Acrylite vertrieben. Markenrechtliche Gründe trennen das in und nur für Amerika hergestellte Acrylglas-Plexiglas der Firma Arkema von den in die übrigen Weltmärkte gehenden Acrylglas-Produkten der originalen Marke Plexiglas der Röhm GmbH, Deutschland.

## Entwicklung von Produkten und Anwendungen
Die Entwicklung von Plexiglas galt als Durchbruch für die damalige Röhm & Haas, denn auf dieser Basis wurde ab den 1930er Jahren bis heute eine sehr breite Produktpalette für vielfältige Anwendungen geschaffen.

### 1930er und 1940er Jahre
Im Jahr 1933 begann die weltweit erste Herstellung von Gussplatten aus PMMA, die unter dem Warenzeichen Plexiglas vermarktet wurden. Die gegossenen Acrylglasplatten wiesen Eigenschaften wie Transparenz, Brillanz, Witterungsbeständigkeit, Formbarkeit und Bruchfestigkeit auf.
Als gebogene Frontscheibe für Automobile prägte Plexiglas das Stromliniendesign der 1930er Jahre.
1935 war ein bedeutendes Jahr für die Entwicklung von Plexiglas. Neben Platten und Blöcken wurden bald die ersten Rohre aus Plexiglas eingeführt, die im Schleudergussverfahren hergestellt wurden.
Daneben befassten sich Otto Röhm und seine Chemiker mit Versuchen zur Herstellung und Verarbeitung von perlförmigen Granulaten und entwickelten die ersten Spritzgusstypen. Hierfür wurden zunächst Blöcke aus PMMA polymerisiert und anschließend gemahlen. Das Granulat wurde dann an Kunden zur Weiterverarbeitung unter dem damaligen Warenzeichen Plexiglas vermarktet. Heute wird das Granulat unter der Bezeichnung Plexiglas Formmasse verkauft. Diese Produkte im Spritzgussbereich sind bei Haushaltsartikeln, Schreib- und Zeichengeräten, Leuchtenabdeckungen, Kfz-Rückleuchten, Verkehrsanlagen sowie Linsen oder optischen Datenträgern verbreitet.
Röhm & Haas erhielt 1937 für Plexiglas auf der Weltausstellung in Paris die Goldmedaille. Damit wurde die Aufmerksamkeit für das Produkt im In- und Ausland enorm gesteigert.

### 1950er Jahre
Im Jahre 1952 liefen die Patente für Plexiglas in Deutschland aus, sodass Röhm & Haas gezwungen war, neue Wege zu beschreiten.
Durch das Komprimieren der geschmolzenen Plexiglas-Formmasse und der Verwendung von Düsen mit entsprechenden Vorrichtungen konnten die ersten Rohre und Stäbe aus Plexiglas extrudiert werden, gefolgt von Wellplatten einige Jahre später.
Vor dem Hintergrund des Wiederaufbaus in Deutschland nach dem Zweiten Weltkrieg spielte Plexiglas in den 1950er Jahren eine besondere Rolle in Architektur und Design. Das Material verlieh neuen Gebäuden durch Balkonverglasungen, Leuchten und Kuppel-Beleuchtungen sowie Lichtwerbung eine besondere Note.
Musikautomaten, Leuchtreklamen oder Abdeckhauben für Plattenspieler, wie der berühmte „Schneewittchen-Sarg“ SK-4 von Braun, sind weitere Beispiele für die trendsetzende Verwendung von Plexiglas in den 1950er Jahren.

### 1960er Jahre
Im Jahre 1968 wurden gereckte PMMA-Platten aus Plexiglas eingeführt (z. B. Plexiglas GS 215), die u. a. bei der Überdachung des Olympiastadions in München eingesetzt wurden. Die auf einem Seilnetz „schwimmende“ Dachkonstruktion des Münchner Olympiastadions aus ca. 90.000 m² gereckten Plexiglas Platten revolutionierte die Architektur und zeigte weitere Perspektiven für die Verwendung von Acrylglas im Bauwesen auf.
So fand auch das Blockmaterial aus Plexiglas, das bereits seit Mitte der 1930er Jahre gefertigt und bisher als schusssichere Verglasung, bspw. in Banken, eingesetzt wurde, seinen Weg in die Aquarien- und Unterwasserverglasung. 1967 wurde Plexiglas für die erste Unterwasser-Seilbahn der Welt, die Téléscaphe de Callelongue im Golf von Toulon, westlich von Marseille, verwendet.
Organisch geformtes Geschirr oder avantgardistische Möbel waren weitere Anwendungen. Im „Space-Design“ der von Technikbegeisterung und Pop-Kultur geprägten 1960er Jahre wurden die Möglichkeiten von Plexiglas als Material noch konsequenter ausgeschöpft. Auch im Sanitärbereich wurde Plexiglas gerne genutzt. Hierfür wurde seinerzeit Creanit eingeführt, ein Plexiglasprodukt, das mit Mineralpigmenten versehen ist und speziell für die Bad- und Küchenherstellung vermarktet wurde. Das Produkt wurde zwischenzeitlich unter dem Markennamen Plexicor vertrieben und gehört heute zu der Familienmarke Plexiglas Mineral.

### 1970er Jahre
1971 wurden die ersten Stegplatten aus Plexiglas eingeführt. Die Hohlraumplatten mit einem geringen Gewicht und besonders guten Isoliereigenschaften wurden gemeinsam mit der Technischen Universität in Hannover für die Gewächshausverglasung entwickelt. Später wurden diese auch für Terrassenüberdachungen sowie industrielle Verglasungen und weiteren Bauanwendungen eingesetzt. Ein speziell für die Überdachung entwickeltes Installationssystem verstärkte den Absatz zusätzlich.
Zur Sicherung des Absatzes und Erhöhung der Umsätze für Plexiglas-Stegplatten wurden daneben verschiedene Beschichtungen für das Material entwickelt, bspw. zur Reduzierung der Kratzempfindlichkeit. Je nach Bedarf wurde Kunden wärmeisolierendes, hoch transparentes oder schlagzähes Material für die Überdachung von Gewächshäusern, Wintergärten oder Terrassen angeboten.

### 1980er und 1990er Jahre
Auch in den 1980er Jahren arbeitete man an der Weiterentwicklung der Überdachungsprodukte, zumal der Wettbewerbsdruck seitens anderer Kunststoffe, z. B. Polycarbonat, zunahm. So wurden die Stegplatten mit einer wasserspreitenden „NO-DROP“-Beschichtung versehen, welche die Selbstreinigung der Oberfläche begünstigte. Auch im Bereich des Gewächshausbaus konnte man Verbesserungen der Produkteigenschaften erzielen. 1992 wurden Stegplatten unter dem Namen Plexiglas Alltop speziell für den Gewächshausbau eingeführt, die eine 100-prozentige UV-Durchlässigkeit aufwiesen und das Wachstum der Pflanzen dadurch begünstigen sollten. Der damalige Markenname hat Bestand. Im selben Jahr führte man ein weiteres Produkt für die Überdachung ein. Dieses neue, durchscheinende PMMA unter dem Namen Plexiglas Heatstop reflektierte mittels einer integrierten Beschichtung auftreffende Sonnenenergie, sodass die Aufheizung des Innenraums und die Klimatisierungskosten reduziert werden konnten. Dies wurde im Rahmen einer Simulationsrechnung in Zusammenarbeit mit der Technischen Hochschule Köln bestätigt. Das zunächst in Form von Massiv-, später auch in Form von Well- und Stegplatten verfügbare Material wird in Lichtkuppeln, Wintergärten, Tonnengewölben, Haltestellen oder auch Lichtbändern verwendet.
Auch im Rahmen der Blockproduktion folgten Fortschritte. 1982 konnten bereits Blöcke in einem Format von 380 × 180 cm herstellen. Die Anforderungen im Hinblick auf höhere Dimensionen sind seither stets gestiegen.
Die Forschung im Bereich von High-Tech-Oberflächenveredelungen führte Anfang der 1990er Jahre zu einem weiteren Höhepunkt in der Produktgeschichte. Ein neues Material, das die seinerzeit bestehenden Gebäudeschutzanforderungen erfüllte und daneben auch bruchfeste Produkteigenschaften aufwies, ermöglichte die Herstellung von Lärmschutzwänden, zunächst im Guss-, später auch im Extrusionsverfahren, die unter dem Namen Plexiglas Soundstop vermarktet wurden. Ab 1991 konnten Platten mit einer Dicke von bis zu 25 mm auch im Extrusionsverfahren produziert werden; dies war vorher nur im Gussverfahren möglich.
Im Bereich der Formmassen brachte die Firma Röhm im Jahr 1983 erste wärmeformbeständigere Typen auf den Markt für Anwendungen, in denen der Einsatz hitzebeständiger Kunststoffe notwendig ist. Einen Durchbruch erreichte man 1996 mit der Entwicklung von Pleximid, einem Polymethacrylmethylimid, das im Vergleich zu Plexiglas eine verbesserte Wärmeform- und Chemikalienbeständigkeit aufwies. Pleximid wird beispielsweise als Lichtleiter bei Automobilleuchten verwendet.

### Ab 2000
Eine Intensivierung der Forschung und Entwicklung zu Beginn des 21. Jahrhunderts führte zu einer Reihe von neuen Produktentwicklungen und -modifikationen für unterschiedliche Anwendungen. Die folgende Tabelle zeigt die aktuelle Produktfamilie von Plexiglas:
| Produktbezeichnung                 | Beschreibung |
| ---------------------------------- | --- |
| Plexiglas Alltop                   | Massiv- oder Stegplatte mit einer speziellen Oberflächenvergütung und besonders lichtdurchlässig |
| Plexiglas Films                    | Folie für Sicherheitsanwendungen, Witterungsschutz, Lichtanwendungen, Laminierung und Druck |
| Plexiglas Heatstop                 | eine Stegplatte die speziell dafür konzipiert wurde um Wärmestaus unter transparenten Dächern zu vermeiden. |
| Plexiglas Hi-Gloss                 | mehrschichtig extrudierte PMMA-Platten bestehend aus farblosen und farbigen Schichten zur Intensivierung des Oberflächenglanzes                                                                                        |
| Plexiglas LED                      | extrudierte oder gegossene PMMA-Platten mit maximaler Transmission des Lichtes, ermöglicht so fließende Farbwechseleffekte und verhindert störende Hotspots                                                            |
| Plexiglas Optical HC (Hard Coated) | extrudierte PMMA-Platten mit Inline-Kratzfestbeschichtung |
| Plexiglas Reflections              | Massivplatte in verspiegelter und spiegelnder Ausführung |
| Plexiglas Resist                   | extrudierte PMMA Steg-, Well- und Massivplatte mit einer besonders hohen Widerstandsfähigkeit, schlagzäh modifiziert                                                                                                   |
| Plexiglas Satinice                 | PMMA-Platten und Rohre mit einer satinierten Oberfläche |
| Plexiglas Solar                    | PMMA-Platten mit einer hohen UV- und Witterungsbeständigkeit, stimmt mit den Mindestanforderungen der internationalen Norm IEC 62108 für die Bauarteignung und -zulassung von CPV-Modulen und CPV-Anordnungen überein. |
| Plexiglas Soundstop                | Massivplatten für Lärm- und Windschutz, zum Beispiel für den Einsatz auf Brücken |
| Plexiglas Textures                 | extrudierte strukturierte PMMA-Platten |

Plexiglas gibt es in Form von Massivplatten, Blöcken, Folien, Rohren, Stäben, Stegplatten und Wellplatten.

### Plexiglas seit den 2010er Jahren
Die Anwendungen von gegossenem und extrudiertem Plexiglas haben sich in den letzten Jahrzehnten vielfältig entwickelt. Heute werden daraus designorientierte und technische Produkte gefertigt. Acrylglas der Marke Plexiglas wird in unterschiedlichen Bereichen wie dem Möbelbau, der Kommunikationstechnik, dem Messebau, der Automobilindustrie, der Luft- und Raumfahrt, der Optoelektronik und für den Bau von Lärmschutzwänden, Groß-Aquarien und Swimmingpools verwendet. Neben Platten, Folien, Rohren und Stäben nehmen Formmassen als Ausgangsprodukt für alle Spritzgieß- und Extrusionsanwendungen einen zentralen Platz innerhalb des Portfolios der Polymethylmethacrylate ein.
In der Corona-Pandemie entstand ein neuer Markt für Schutzwände aus Acrylglas der Marke Plexiglas, allein in den USA verdreifachte sich die Nachfrage nach Acrylglas.

## Werbung und Marketing

### Geschichte des Logos
Seit der Eintragung der Wortmarke Plexiglas wurden die zugehörigen Logos weiterentwickelt:
| Jahr | Logo | Bildbeschreibung                                           | Bemerkungen |
| ---- | ---- | ---------------------------------------------------------- | --- |
| 1939 |      | Altes Logo der eingetragenen Wort-Bild-Marke, 1939         | erstes Logo der Marke Plexiglas |
| 1942 |      | Altes Logo der eingetragenen Wort-Bild-Marke, 1942         | Das Logo von 1942 wurde im Jahr 1940 erworben. Die „Plexiglas-Rune“ stellt die Buchstaben P und X dar (deshalb auch Bildzeichen „PX“ genannt) und wurde mit dem Namenszug Plexiglas in Großbuchstaben als einheitliches Ganzes verbunden. |
| 1952 |      | Altes Logo der eingetragenen Wort-Bild-Marke, 1952         | 1951/52 wünschte die damalige Verkaufsabteilung anstelle des Schriftzugs in Versalien einen charakteristischen Namenszug in Schreibschrift, worauf ein solcher entwickelt wurde. Den Schriftzug verband man mit dem Runenzeichen. Da das kombinierte Logo sperrig war und sich in der Werbung nur schwer verwenden ließ, trat die Rune in den Hintergrund und der Schriftzug Plexiglas wurde bevorzugt.          |
| 1957 |      | Altes Logo der eingetragenen Wort-Bild-Marke, 1957         | Ab 1957 wurde das Bildzeichen „PX“, also die Rune, in Kombination mit den Worten „Röhm & Haas Kunststoffe“ bis in die 1960er Jahre verwendet |
| 1965 |      | Altes Logo der eingetragenen Wort-Bild-Marke, 1965         | Aus der Kampagne mit der Werbefigur des „König Acrylius“ wurde der Schriftzug übernommen. |
| 2002 |      | Altes Logo der eingetragenen Wort-Bild-Marke, 2002         | 2002 entstand dieses Logo, das den Zusatz „the original from Röhm“ beinhaltete. Damit versuchte das Unternehmen gegen den inflationären Gebrauch des Begriffs „Plexiglas“ für alle Arten von Kunststoffen anzukämpfen und sich auch vom verstärkten Wettbewerb abzusetzen. Die blaue „Plexiglas-Turbine“ stellt die Extrusionsschnecke dar, die beim Herstellungsprozess von extrudierten Platten benötigt wird. |
| 2011 |      | Altes Logo der eingetragenen Wort-Bild-Marke               | Im Jahr 2011 wurden die Marke „Plexiglas“ und das Logo relauncht. Die „Turbine“ wurde durch den „Swing“ ersetzt. Dieser soll Offenheit, grenzenlose Kreativität und Dynamik symbolisieren und zum Ausdruck bringen, dass Plexiglas seit über 80 Jahren in unterschiedlichster Weise Anwendung findet – von Architektur und Automobilbau über Medizintechnik bis hin zur Energiegewinnung.                        |
| 2019 |      | Aktuelles Logo der eingetragenen Wort-Bild-Marke seit 2019 | Das Logo von 2019 betont den Neuen Inhaber Röhm GmbH. Die Wort-Bild-Marke weist Ähnlichkeit zur Unternehmensmarke Röhm selbst auf und soll sich „durch einen geradlinigen und selbstbewussten Auftritt“ auszeichnen. Die Fraktur in den Buchstaben X und A soll außerdem Transparenz, Leichtigkeit, Brillanz und Formbarkeit repräsentieren.                                                                     |

### Sonstige Kampagnen

#### 1957
Seit dem Auslaufen der Patente in Deutschland hatte Röhm & Haas stark dagegen anzukämpfen, dass der Name Plexiglas unkritisch und fast schon inflationär für alle Arten von Acrylglas, also als Gattungsbegriff, verwendet wurde. Das Unternehmen hat stets versucht, dieser Entwicklung entgegenzuwirken und klarzustellen, dass Plexiglas das Warenzeichen und einzig der Name des Röhm-Produktes ist. Ein Resultat dieser Bemühungen ist diese Anzeigenserie „Fingerzeiger“ aus dem Jahr 1957.

#### 1963
1963 entstand die Werbefigur des König Acrylius, abgeleitet von der Gattungsbezeichnung Acrylglas. In diesem Jahr hatte sich Röhm & Haas entschieden, mit Anzeigen in der meinungsbildenden Presse zu werben – vorher hatte man sich auf Direktwerbung und einzelne Inserate in Fachzeitschriften beschränkt. Um nachhaltig zu unterstreichen, dass Plexiglas wegen seiner Lichtdurchlässigkeit und Alterungs- und Witterungsbeständigkeit unter den Kunststoffen eine „königliche“ Stellung einnimmt, wurde als Kontaktfigur für diese Botschaft der König Acrylius erfunden. Er sollte es dem Unternehmen erleichtern, die Ansprache zu personalisieren und das Produkt besser zu veranschaulichen.
Im Rahmen der „König Acrylius“-Kampagne wurde der Werbefilm 253.000 Stunden produziert, der das Fachpublikum über die verschiedenen Anwendungen von Plexiglas informierte. Der aus diesem Industriefilm geschnittene Werbefilm Plexiglas erhielt im Juni 1965 als erster deutscher Werbefilm den Grand Prix du Cinema auf den 12. Internationalen Filmfestspielen in Cannes und wurde 1966 in New York als bester Werbefilm außerhalb Nordamerikas ausgezeichnet.

#### Ab 2000
Anfang des 21. Jahrhunderts fokussierte man sich im Marketing verstärkt auf die Betonung der Vielfalt des Materials, um dem Image eines transparenten Kunststoffes entgegenzuwirken. 2003 führte man hierzu unter dem Leitmotiv „Plexiglas – It’s Magic“ die Magic Box ein, die eine Reihe von Produktmustern enthielt und an ca. 50.000 Designer und Architekten verteilt wurde. Das „Magic“-Konzept wurde daneben in sämtlichen Messeauftritten umgesetzt. Des Weiteren wurden Anzeigen zur Kampagne in Fachzeitschriften, z. B. „Selbst ist der Mann“, geschaltet. Zusätzlich wurde neben der Produktplatzierung in Fernsehsendungen, z. B. Wohnen nach Wunsch, ein eigener Video-Kanal unter dem Namen Plexiglas TV gestartet, in dem Kurzbeiträge zu verschiedenen Anwendungen gezeigt werden.
Seit 2006 gehört die Marke Plexiglas zum Kreis der Marken des Jahrhunderts. Diese Auszeichnung wird durch die „Deutschen Standards“ an Produkte vergeben, die sich durch die Bekanntheit, Qualität und Verfügbarkeit besonders auszeichnen.
2010 folgte eine zweite Auflage der Magic Box unter dem Namen Inspiring Case, die neben Mustern auch Beispieldemonstrationen in Verbindung mit Licht ermöglichte. Getreu dem Markenkern „Inspiration“ folgt man der Markenvision: Plexiglas ermöglicht aufgrund seiner einzigartigen, funktionalen und ästhetischen Materialeigenschaften immer wieder neue Anwendungen in Produktdesign und Architektur, im Automobilbau und der Medizintechnik bis hin zur Energiegewinnung. „Plexiglas inspiriert, um die Zukunft zu formen.“
Die Leitvision wird seither in sämtlichen Kommunikationskanälen mit dem Fokus auf Online-Marketing kommuniziert und umgesetzt.